# Monsunkriterien

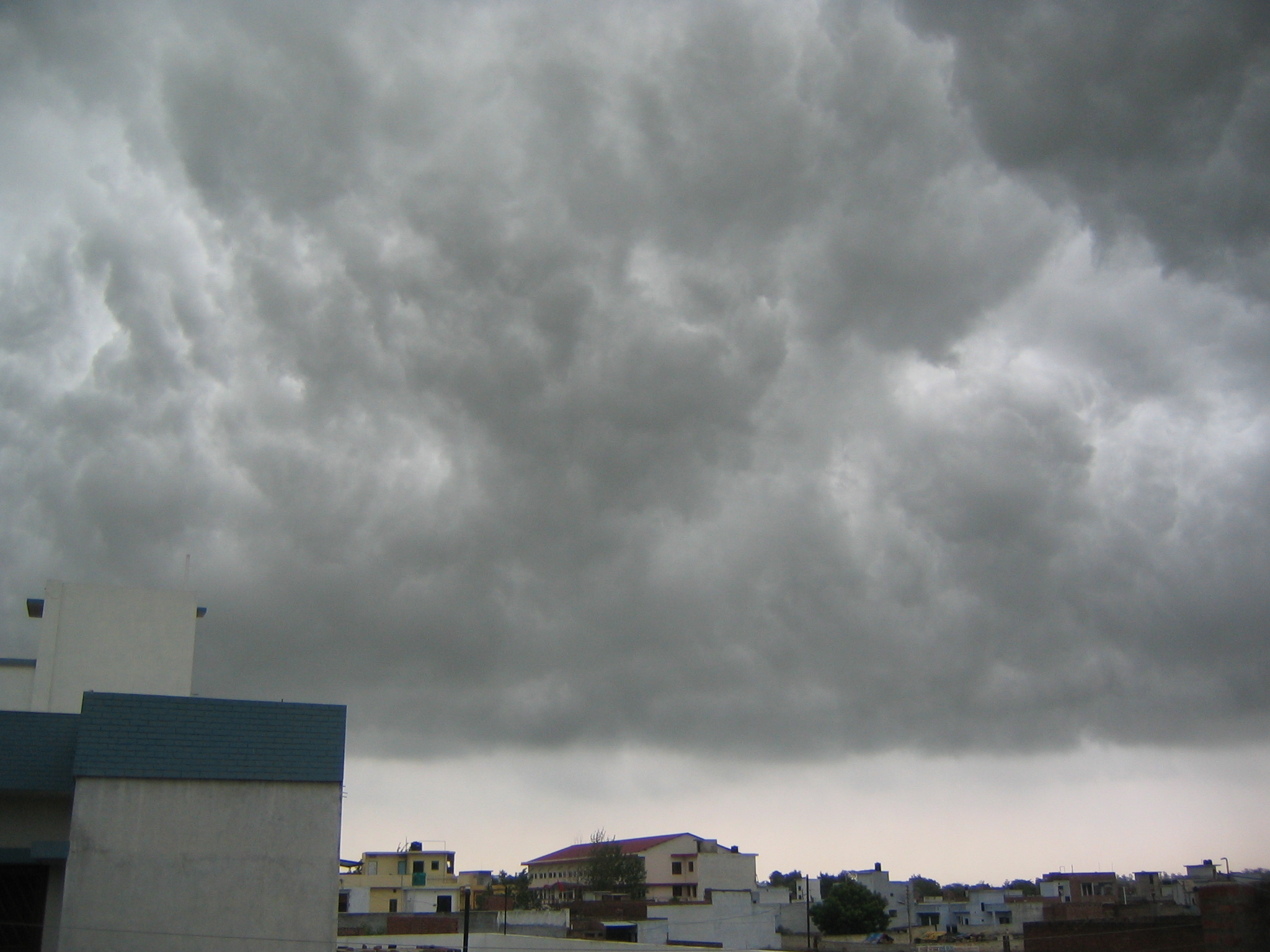
Monsun-Wolken in Lucknow, Indien

Der Begriff der Monsunkriterien bezeichnet die Gesamtheit der meteorologischen Kriterien, nach welchen ein Monsun definiert und zu lediglich monsunähnlichen Wetterphänomenen abgegrenzt wird.

## Monsunkriterien nach Chromov
Monsunkriterien nach S. P. Chromov (1957):
- Monsunwinkelkriterium: Winderscheinung, bei der zwischen Januar und Juli eine Richtungsänderung der vorherrschenden Windrichtungen (Monsunwinkel) von mindestens 120° auftritt
- Monsunbeständigkeitskriterium: Windrichtungen im Januar und Juli bestimmte gemittelte Häufigkeiten:
  - über 60 % = Monsun
  - 40 % bis 60 % = Monsun geringer Beständigkeit
  - unter 40 % = Monsuntendenz

## Monsunkriterien nach Ramage
Eine weitere Einschränkung der Monsunklimate erfolgte 1971 durch C. S. Ramage, weshalb man die hieraus resultierenden Kriterien der Monsundefinition auch als Ramage-Chromow-Kriterien oder kurz Ramage-Kriterien bezeichnet. Zusätzlich zu den Chromov-Kriterien gilt daher:
- Monsunintensitätskriterium: Windgeschwindigkeit von mindestens 3 m/s in der resultierenden Windrichtung im Januar oder Juli
- Tropenmonsunkriterium: nur ein Zyklone-Antizyklone-Wechsel pro zwei Jahren auf einer Fläche von fünf Breitengraden mal fünf Längengraden im Januar und Juli

## Folgen
Durch die vergleichsweise strenge Definition erreicht man, das viele außertropische Wetter- und Klimaerscheinungen nicht mit zu den Monsunen gezählt werden, da deren monsunähnliche Erscheinungen, wie zum Beispiel eine Windumkehr oder saisonale Trockenheit, in der Regel monsunfremde Ursachen haben. Die im Artikel Monsun vorgenommene Klassifikation der verschiedenen Monsunphänomene bezieht sich auf diese Definition, wobei hierdurch nur das indische, südostasiatische, nordaustralische und afrikanische Monsunphänomen auch als Monsune klassifiziert werden.